# アンテナ (くるりのアルバム)
『アンテナ』は、くるりの5枚目のオリジナルアルバム。2004年3月10日にSPEEDSTAR RECORDSから発売。

## 概要
新加入のドラマークリストファー・マグワイアが参加した唯一のアルバム。
岸田繁はこのアルバムに対し、『ROCK'IN ON JAPAN』において「クリストファーのアルバムやなと思ってて」という感想を述べた。
2003年5月に渡英しグラスゴーにてモグワイなどのプロデュースで知られるトニー・ドゥーガンのもと、今作収録の「グッドモーニング」、「Race」、「HOW TO GO」をレコーディングしている。「ロックンロール」、「HOW TO GO」が先行シングルとしてリリースされている。また3rd、4thアルバムを担当した高山徹も今作にレコーディング・エンジニアとして参加している。
ジャケットのデザインは古賀鈴鳴、写真は佐内正史の手によるもの。
前作のアルバムに見られたハウスやテクノ、ダンスミュージックの要素は後退し、初期の頃に似たシンプルかつストレートなバンドサウンドが特徴のアルバム。岸田曰く「飽きてしまった」とのこと。アルバムのジャケットは浅草の仲見世界隈の写真。くるりのアルバムでは唯一、英語訳の歌詞カードが入っている。
「グッドモーニング」を、矢野顕子がカバーしている。

## 収録曲
| 全作詞: 岸田繁。 |                          |           |                                              |      |
| #                | タイトル                 | 作詞      | 作曲                                         | 時間 |
| 1.               | 「グッドモーニング」     | 岸田繁    | 岸田繁                                       | 5:08 |
| 2.               | 「Morning Paper」        | 岸田繁    | くるり                                       | 5:07 |
| 3.               | 「Race」                 | 岸田繁    | 岸田繁・佐藤征史                             | 4:00 |
| 4.               | 「ロックンロール」       | 岸田繁    | 岸田繁                                       | 4:09 |
| 5.               | 「Hometown」             | 岸田繁    | 岸田繁                                       | 2:38 |
| 6.               | 「花火」                 | 岸田繁    | くるり                                       | 3:30 |
| 7.               | 「黒い扉」               | 岸田繁    | 岸田繁                                       | 8:33 |
| 8.               | 「花の水鉄砲」           | 岸田繁    | 岸田繁・大村達身・クリストファー・マグワイア | 3:44 |
| 9.               | 「バンドワゴン」         | 岸田繁    | 岸田繁                                       | 3:49 |
| 10.              | 「How To Go <Timeless>」 | 岸田繁    | 岸田繁                                       | 6:02 |
| 合計時間:        | 合計時間:                | 合計時間: | 46:40                                        |      |

### 曲解説
1. グッドモーニング
2. Morning Paper
3. Race
4. ロックンロール
13thシングル。
5. Hometown
故郷を離れて活動する自分たちを自虐気味に歌ったロックナンバー。五島良子がバックボーカルで参加している。
6. 花火
7. 黒い扉
8. 花の水鉄砲
PVが存在していて、『くるくる鮨』に収録されている。2020年5月22日、公式YouTubeチャンネルにアップされた[1]。
9. バンドワゴン　
岸田による弾き語り曲。
10. How To Go <Timeless>
シングルバージョンでは打ち込みだったドラムを生演奏で再録している。曲の始めにクリストファーの掛け声が聞こえる。

## パーソナル
- 岸田繁
  - Vox
  - Gibson Acoustic Guitar (#1)
  - Fender Telecaster (#2.3.7.10)
  - Banjo (#3)
  - Rickenbacker (#4.6.8)
  - Fender Stratocaster (#5)
  - Acoustic Guitars (#6.7.9)
  - Piano (#7.8)
  - 12th Strings Acoustic Guitar (#9)
  - Gibson Flying V (#10)
- 佐藤征史
  - Upright Bass (#1)
  - Fender Jazz Bass (#2.4.5.7.10)
  - Moon Fletless Bass (#3.6)
  - Fender Precision Bass (#8)
  - Vox (#7.8.10)
- 大村達身
  - Fender Telecaster (#1)
  - Gibson Flying V (#2.5.7.8)
  - Fender Stratocaster (#3)
  - Fender Telecaster Thinline (#4)
  - Guild 12th Strings Acoustic Guitar (#6)
  - Gibson Melody Maker & Vox (#10)
- クリストファー・マグワイア
  - Drum Set (#2.4.5.6.7.8.10)
  - Vox (#2.10)
  - Tambourine (#4.10)
  - Percussions (#6)

- クリフ・アーモンド：Drums & Percussions (#1.3)
- ルイス・ターナー：Piano & Fender Rhodes (#1)
- グレッグ・ローソン：Violin (#1.3)
- W・ローベンハイマー：Viola (#1.3)
- ドナルド・ギルアン：Cello (#1.3)
- 五島良子：Vox (#5)
- 堀江博久：Organ (#7)